# کنروکوئن-کوماگای
کنروکوئن-کوماگای (به ژاپنی: 兼六園熊谷 ケンロクエンクマガイ Kenrokuen kumagai) نام علمی بر اساس کتاب ساکورای ژاپن 
(Cerasus jamasakura 'Kenrokuen-kumagai' Hayashi) یک نوع درخت ساکورای باغی است که منشأ آن یاما-زاکورا بوده‌است.

## ویژگی گل
- تعداد گلبرگ: ۵ عدد
- رنگ: صورتی کمرنگ و بنفش کمرنگ
- قطر گل: ۳٫۴ تا ۴٫۴ سانتیمتر
- زمان گل‌دهی:اواسط آوریل
- محل نمونه:پارک شینجوکو گیوئن، باغ گیاه‌شناسی جنگل تاما

## نگارخانه

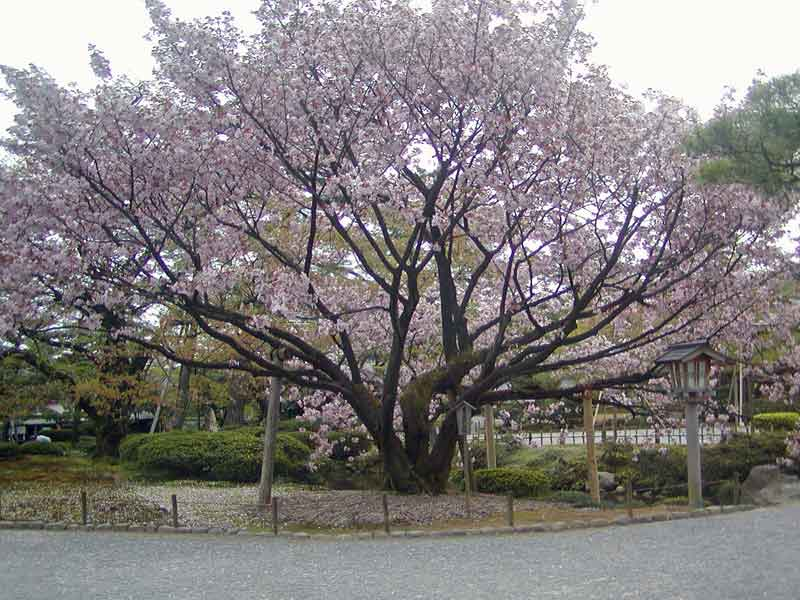
درخت کنروکوئن-کوماگای
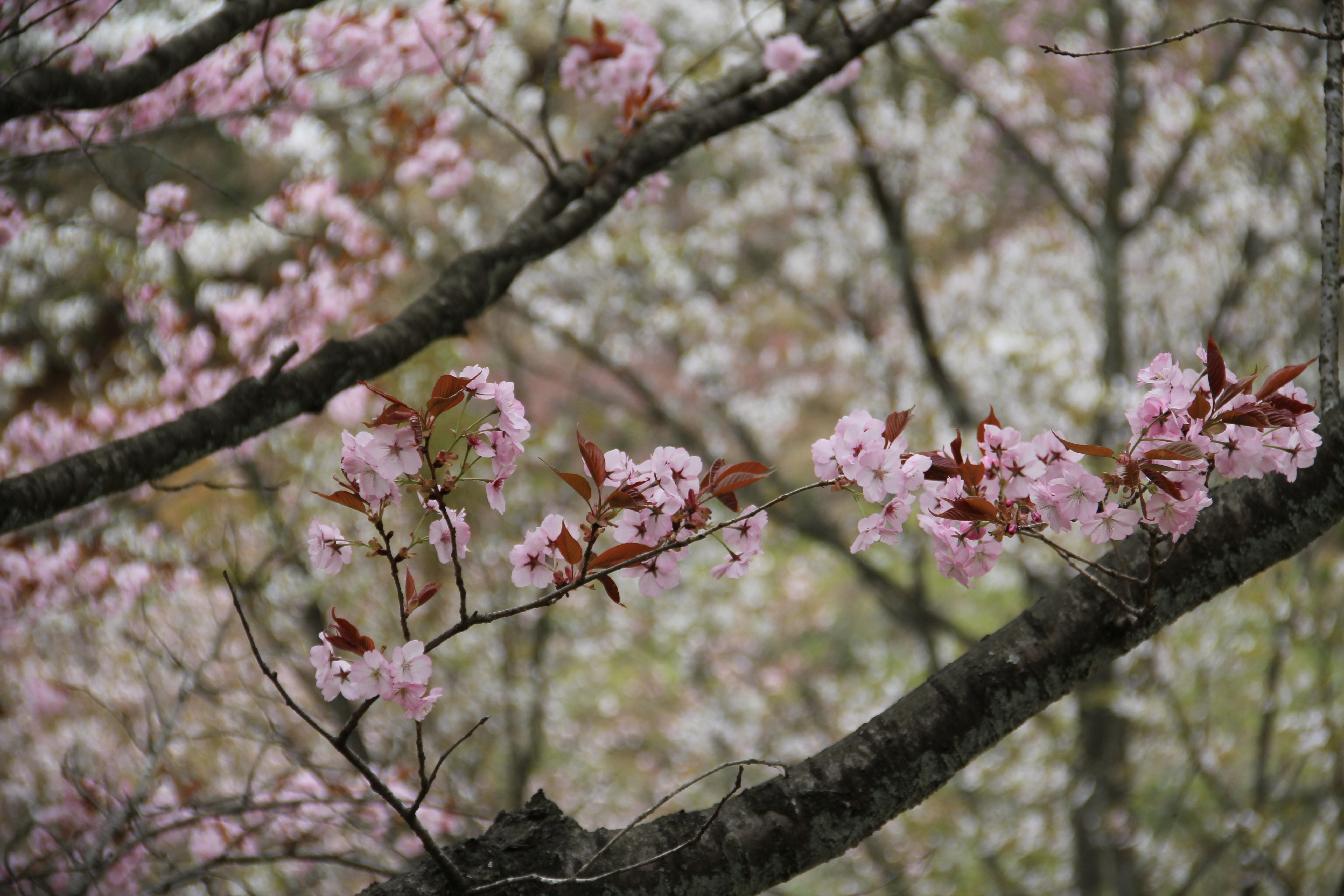
شکوفه‌های کنروکوئن-کوماگای